# فرودگاه استیجاری
در هوانوردی، فرودگاه خصوصی یک باند فرود مربوط به یک محله اعیان‌نشین یا امثال آن است، اما نوعی از فرودگاه خصوصی عمدتاً در ایالات متحده وجود دارد که فرودگاه استیجاری (به انگلیسی: Executive airport) نامیده می‌شود. این نوع فرودگاه‌ها برای مدت ۹۹ سال توسط متصدی آن از فرمانداری یک شهرستان یا شهرداری اجاره می‌شود. فرودگاه‌های استیجاری معمولاً توسط در طی این مدت در مالکیت یک فرد خصوصی، اغلب خلبان قرار دارد و از سوی او اداره می‌شوند. پس از جنگ جهانی دوم، این یک فعالیت محبوب برای جانبازان بود.
این فهرستی است از فرودگاه‌هایی که در عنوان آن عبارت «استیجاری» وجود دارد.

## فهرست فرودگاه‌های استیجاری

### کانادا
- فرودگاه استیجاری برلینگتون
- فرودگاه استیجاری گاتینو-اتاوا
- فرودگاه استیجاری اشاوا

### امارات متحده عربی
- فرودگاه استیجاری البطین

### ایالات متحده
- فرودگاه استیجاری اکران
- فرودگاه استیجاری مرکز شهر ادرمور
- فرودگاه استیجاری آستین
- فرودگاه استیجاری اوان پارک
- فرودگاه استیجاری برانزویک
- پارک هوایی استیجاری کلورتون
- فرودگاه استیجاری شیکاگو
- فرودگاه استیجاری چارلستون
- فرودگاه استیجاری شارلوت–مونرو
- فرودگاه استیجاری دالاس
- فرودگاه استیجاری دستین
- فرودگاه استیجاری فورت لاودردیل
- فرودگاه استیجاری فرزنو چندلر
- فرودگاه استیجاری همپتون رودز
- فرودگاه استیجاری هیوارد
- فرودگاه استیجاری هندرسون
- فرودگاه استیجاری هیوستون
- فرودگاه استیجاری ایندیاناپلیس
- بخش استیجاری جکسون‌ویل در فرودگاه کریگ
- فرودگاه استیجاری شهرستان جانسن
- فرودگاه استیجاری لیسبرگ
- فرودگاه شهری الن‌تاون کوین سیتی
- فرودگاه استیجاری شهرستان مدیسون
- فرودگاه مارکو آیلند
- فرودگاه استیجاری میامی
- فرودگاه استیجاری اوپا-لوکا
- فرودگاه استیجاری میلویل
- فرودگاه استیجاری مانماوث
- فرودگاه استیجاری مانتگامری-گیبس
- فرودگاه استیجاری اوپا-لوکا
- فرودگاه استیجاری اورلندو
- فرودگاه شهری راجرز
- فرودگاه استیجاری ساکرامنتو
- فرودگاه استیجاری تمپا
- فرودگاه استیجاری تولیدو
- فرودگاه استیجاری واشینگتن